# Мала Чрешнєвиця
Мала Чрешнєвиця (хорв. Mala Črešnjevica) — населений пункт у Хорватії, у Вировитицько-Подравській жупанії у складі громади Питомача.

## Населення
Населення за даними перепису 2011 року становило 199 осіб.
Динаміка чисельності населення поселення:

## Клімат
Середня річна температура становить 11,01 °C, середня максимальна – 24,46 °C, а середня мінімальна – -4,78 °C. Середня річна кількість опадів – 811 мм.
| Клімат поселення                              | Клімат поселення | Клімат поселення | Клімат поселення | Клімат поселення | Клімат поселення | Клімат поселення | Клімат поселення | Клімат поселення | Клімат поселення | Клімат поселення | Клімат поселення | Клімат поселення | Клімат поселення |
| Показник                                      | Січ.             | Лют.             | Бер.             | Квіт.            | Трав.            | Черв.            | Лип.             | Серп.            | Вер.             | Жовт.            | Лист.            | Груд.            |                  |
| Середній максимум, °C                         | 5,78             | 7,60             | 12,20            | 16,06            | 21,14            | 24,46            | 23,94            | 23,73            | 19,38            | 14,94            | 9,58             | 4,49             |                  |
| Середня температура, °C                       | 0,50             | 2,32             | 6,93             | 10,79            | 15,87            | 19,18            | 20,70            | 20,48            | 16,12            | 11,69            | 6,33             | 1,23             |                  |
| Середній мінімум, °C                          | −4,78            | −2,96            | 1,65             | 5,50             | 10,60            | 13,90            | 17,44            | 17,22            | 12,86            | 8,44             | 3,08             | −2,02            |                  |
| Норма опадів, мм                              | 47               | 43               | 52               | 64               | 76               | 91               | 79               | 82               | 71               | 67               | 79               | 60               |                  |
| Середньомісячна швидкість вітру, м/с          | 2.31             | 2.58             | 2.90             | 2.78             | 2.50             | 2.30             | 2.20             | 2.00             | 2.10             | 2.18             | 2.32             | 2.33             |                  |
| Середньомісячна сонячна радіація, кДж/м²·день | 4140             | 6923             | 10726            | 15219            | 19381            | 21401            | 22173            | 19532            | 14462            | 9040             | 4696             | 3392             |                  |
| --------------------------------------------- | ---------------- | ---------------- | ---------------- | ---------------- | ---------------- | ---------------- | ---------------- | ---------------- | ---------------- | ---------------- | ---------------- | ---------------- | ---------------- |
| Джерело:                                      |                  |                  |                  |                  |                  |                  |                  |                  |                  |                  |                  |                  |                  |